# Station Chociw Łaski
Station Chociw Łaski is een spoorwegstation in de Poolse plaats Chociw.